# Monastyr Mor Gabriel

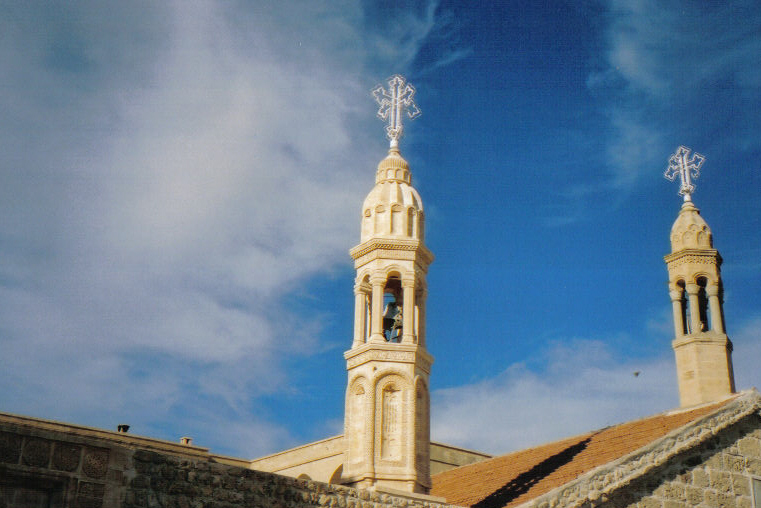
Wieże monastyru Mor Gabriel

Monastyr Mor Gabriel

Monastyr Mor Gabriel (monastyr św. Gabriela), znany również jako Mar Gabriel lub Dayro d-Mor Gabriel (aram.: ܕܝܪܐ ܕܡܪܝ ܓܒܪܐܝܠ, tur.: Deyrulumur Manastırı) – najstarszy na świecie zachowany monastyr Syryjskiego Kościoła Ortodoksyjnego. Znajduje się na płaskowyżu Tur Abdin, niedaleko miasta Midyat w prowincji Mardin w południowo-wschodniej Turcji, gdzie licznie zamieszkują Asyryjczycy.
Założony w 397 roku, monastyr jest najbardziej prężnym klasztorem Syryjskiego Kościoła Ortodoksyjnego w Turcji. W dwóch skrzydłach klasztoru mieszka 15 zakonnic i 2 zakonników, jak również zmienna grupa świeckich pracowników i gości. Monastyr jest jednocześnie siedzibą arcybiskupa regionu Tur Abdin.
Mniszki i mnisi mieszkający w klasztorze pracują w otaczających go ogrodach i sadach. Głównym celem monastyru jest utrzymanie społeczności Syryjskiego Kościoła Ortodoksyjnego poprzez nauczanie i wyświęcanie mnichów w miejscu ich urodzenia. W niektórych sytuacjach przewiduje się również fizyczną ochronę miejscowej ludności chrześcijańskiej.
Mor Gabriel jest otwarty dla odwiedzających, jest również możliwe uzyskanie pozwolenia na nocleg, po zmroku wstęp na jego teren jest jednak niemożliwy.
Właściciele zabytkowego klasztoru byli zaangażowani w spór o ziemię z rządem tureckim i kurdyjskimi przywódcami wsi. Próby konfiskaty ziemi należącej do klasztoru zwróciły uwagę wielu europejskich rządów i dały m.in. argumenty przeciwnikom członkostwu Turcji w Unii Europejskiej.